# 奧夫特施旺格山

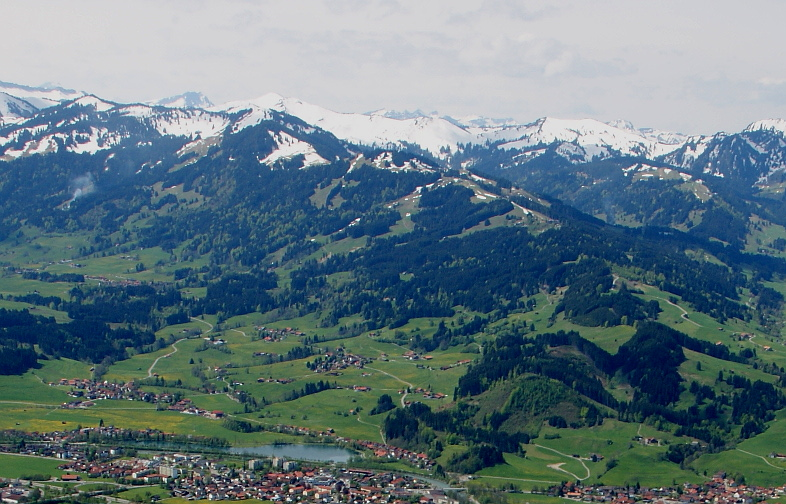

47°29′36″N 10°12′44″E / 47.49333°N 10.21222°E
奧夫特施旺格山（德語：Ofterschwanger Horn），是德國的山峰，位於該國東南部，由巴伐利亞負責管轄，屬於阿爾高阿爾卑斯山脈的一部分，距離錫吉斯萬格山0.6公里，海拔高度1,406米，每年平均降雨量1,730毫米。